# Paratop
Als Paratop wird die Bindungsstelle auf einem Antikörper bezeichnet, die an ein Antigen bindet. Es kann durch die hypervariablen Regionen (engl. Complementarity Determining Region, CDR oder hypervariable Region, HVR) der leichten und der schweren Ketten eines Antikörpers charakterisiert werden. Das Paratop des Antikörpers bindet an sein passendes Epitop auf dem Antigen.
Diese Ketten werden durch die spezielle Kombination von sogenannten V- und J-Elementen antigenspezifisch. In höheren Organismen befinden sich verschiedene V- und J-Elemente, die durch VDJ-Rekombination verbunden werden.